# Maldanella davisi
Maldanella davisi är en ringmaskart som beskrevs av Elise Wesenberg-Lund 1948. Maldanella davisi ingår i släktet Maldanella och familjen Maldanidae. Inga underarter finns listade i Catalogue of Life.